# 사춘기지연
사춘기지연(Delayed puberty)은 사춘기가 늦게오거나 오지 않는 질병이다. 성조숙증과 반대의 질병이다. 사춘기지연을 겪은 유명인으로는 저스틴 비버가 있는데, 그는 만 16세가 되는 해까지 변성기가 오지 않았다.

## 원인
칼만 증후군등 유전자 이상과 터너 증후군, 클라인펠터 증후군등 염색체 이상, 아연결핍 등 영양문제, 호르몬 문제 등이 있다.

## 같이 보기
- 내분비학
- 사춘기
- 칼만 증후군
- 터너 증후군
- 클라인펠터 증후군